# Tipula (Yamatotipula) ludoviciana
Tipula (Yamatotipula) ludoviciana is een tweevleugelige uit de familie langpootmuggen (Tipulidae). De soort komt voor in het Nearctisch en Neotropisch gebied.